# 笹公人
笹 公人（ささ きみひと、1975年7月8日 - ）は、歌人並びにミュージシャン、作詞家、絵本作家。東京都出身・在住。文化学院文学科卒業。大正大学客員准教授。現代歌人協会理事。日本文藝家協会会員。牧水・短歌甲子園審査員。アイドル歌会選者。新・介護百人一首選者。

## 来歴
戦国時代の武将可児吉長の末裔。同じく末裔であるゲームデザイナーのイシイジロウとは、曽祖父どうしが兄弟という関係にあたる。
中学生の頃にYMOの影響を受けて音楽に目覚め、高校生の頃に寺山修司の影響を受け短歌の作歌を始める。大林宣彦監督映画のファンで、大学入試に失敗して二浪したときに尾道市に傷心旅行に行った際に、たまたま大林本人と遭遇した。学生時代にテクノバンド「宇宙ヤング」を結成し、ボーカル・作詞・作曲を担当する。文化学院では芥川賞作家の田久保英夫に弟子入りして小説を創作。
1998年、「宇宙ヤング」はローランド・バンド・パラダイスでオーディエンス大賞を受賞したのを機にCDデビューをするも、『短歌朝日』（前登志夫・選）、角川『短歌』（佐佐木幸綱・選）誌上で作品が特選に選ばれるなど高い評価を受け、短歌に専念するため解散する。その後はアイドルソングの作詞などで音楽に関わる。1999年より未来短歌会にて岡井隆に師事。「宇宙ヤング」は2001年に、キーボード・プログラミング・作曲・編曲担当のHIDE-AKIを加え、再結成した。高橋名人のライブ「高橋名人のBugってナイト」をプロデュースして話題となる。
2003年、第一歌集『念力家族』刊行。翌年、未来年間賞受賞。同年に『念力家族』が「爆笑できる短歌集」として皆神龍太郎によって『トンデモ本の世界T』にて紹介される。それ以降、歌壇内に留まらない幅広い読者層を獲得している。2008年の第三歌集『抒情の奇妙な冒険』は早川書房からハヤカワSFシリーズ Jコレクションの一巻として刊行されるなど、歌集出版とはあまり縁のない出版社（KKベストセラーズ、幻冬舎、扶桑社など）の著書が多く、ユニークな立ち位置にある歌人である。
2005年10月16日には、NHK総合の日曜スタジオパークでレイザーラモンHGのいでたちで出演し、話題になった。
2012年10月より、歌誌「未来」選者に就任。門下には林みつえこ（小林光恵）、KICK☆など。
2022年2月、令和3年度「青の国大賞」受賞。
2022年度NHK短歌選者（第2週担当）。

## 著書

### 単著
- 第1歌集 『念力家族』（宝珍（発行）・インフォバーン（発売）、2003年）　ISBN 4-901873-25-3　イラストレーション：田中英樹、デザイン：鈴木成一デザイン室、帯文：蜷川幸雄、跋文：岡井隆。（2015年3月からNHK Eテレにて新・青少年向けドラマ「念力家族(天てれドラマ)」として連続ドラマ化されることが決定した。[14]）／文庫版 『念力家族』（朝日文庫、2015年）　ISBN 978-4022647818　解説：大林宣彦
- 作品集 『念力姫』（KKベストセラーズ、2005年）　ISBN 4-584-18847-5　帯文：久世光彦／和田誠[15]、カバー写真：沢渡朔、装丁：木庭貴信[16]。
- 第2歌集 『念力図鑑』（幻冬舎、2005年）　ISBN 4344010132　イラストレーション：田中英樹、デザイン：鈴木成一デザイン室、帯文：糸井重里、跋文：小池光。
- 第3歌集 『抒情の奇妙な冒険』（早川書房、2008年）ISBN 4152089075　イラストレーション：とり・みき、デザイン：岩郷重力＋Y.S、帯文：山田太一、解説：栗木京子。
- 『笹公人の念力短歌トレーニング』（扶桑社、2008年）ISBN 4594056318　イラストレーション：杉木ヤスコ、帯文＆帯イラスト：吾妻ひでお、デザイン：中川まり（SINN　graphic）。
- 絵本『ヘンなあさ』（岩崎書店、2008年）ISBN 4265069975　絵：本秀康
- 第4歌集 『念力ろまん』（書肆侃侃房、2015年）　ISBN 978-4-86385-183-2　装画：矢吹申彦、デザイン：毛利一枝、帯文：大林宣彦[17]。
- 『ハナモゲラ和歌の誘惑』（小学館、2017年）ISBN 4093884595
- 作品集 『念力レストラン』（春陽堂書店、2020年）ISBN 978-4-394-99004-8
- 作品集 『念力恋愛』（幻冬舎、2020年）ISBN 9784344036802　絵：水野しず
- 絵本『なっとうくんのぼうけん』（トゥーヴァージンズ、2022年）ISBN 978-4-910352-35-0　絵：田中六大　レシピ監修＆帯文：平野レミ
- 第5歌集『終楽章』（短歌研究社、2022年）ISBN 978-486272-709-1
- 『NHK短歌　シン・短歌入門』（NHK出版、2023年）ISBN 978-4140162866　帯文：俵万智

### 共著
- アンソロジー『現代短歌最前線　新響十人』石川美南、生沼義朗、黒瀬珂瀾、島田幸典、永田紅、野口恵子、松野志保、松村正直、松本典子共著（北溟社、2007年）ISBN 4894485419
- 『連句遊戯』 和田誠共著（白水社、2010年）ISBN 4560080798　装丁：和田誠。
- 『遊星ハグルマ装置』 朱川湊人共著（日本経済新聞出版社、2011年）ISBN 4532171067　装画：諸星大二郎、装丁：鈴木成一デザイン室。
- 『連句日和』 和田誠、俵万智、矢吹申彦共著（自由国民社、2015年）ISBN 4426119871　装画・挿絵：和田誠・矢吹申彦　装丁：和田誠。
- 『パラレル百景』 北村みなみ共著（トゥーバージンズ、2022年）ISBN 978-4910352183　帯文：塩塚モエカ（羊文学）。
- 『アイドル歌会 公式歌集1』俵万智、吉田尚記共著（講談社、2022年）ISBN 978-4065286418 イベント「アイドル歌会」の選者も務めている。

### 監修
- 合同歌集 『パンドラの箱』（オンブック、2009年）ISBN 4930774357　解説：藤原龍一郎。
- 合同歌集 『希望の河』（河出書房、2011年）ISBN 4309909256　解説：藤原龍一郎。
- 合同歌集 『スサノオの海』（河出書房、2016年）ISBN 4309921116　解説：藤原龍一郎、イラストレーション：森泉岳土。

### 編纂
- 出口王仁三郎『王仁三郎歌集』（太陽出版、2013年） ISBN 4884697960　跋文：岡井隆。

### 原案
- 『小説　念力家族　～玲子はフツ～の中学生～』佐東みどり著（集英社みらい文庫、2016年）ISBN 4083213086　短歌：笹公人　イラスト：片浦

## ラジオ
- teknohayswt 宇宙ヤングの超光速ナイト（FM西東京、2002年～）
- M+ 笹公人の短歌blog（J-WAVE、2005年～2006年）
- 唐沢俊一のポケット （TBSラジオ、2006年11月24日、2007年2月16日）
- 夜はぷちぷちケータイ短歌（NHKラジオ、2008年5月11日、2009年1月4日、2009年4月19日、2009年6月7日、2009年7月5日、2009年8月9日、2009年9月6日、2009年12月13日、2010年1月31日、2010年5月31日、2010年7月18日、2011年1月23日）

## テレビ
- 爆笑問題のススメ（日本テレビ、2005年9月23日）短歌コーナーのスーパーバイザーを務める。
- 「日曜スタジオパーク あなたの声に答えます　詠めば広がる！短歌の世界」 - NHKアーカイブス（2005年10月16日）
- 「マンガノゲンバ 読み手ノゲンバ「栞と紙魚子シリーズ」　作者ノゲンバ　原泰久　（NHK-BS2）」 - NHKアーカイブス（2007年4月11日）
- 「列島縦断　短歌スペシャル －　第２６回　（NHK-BS2）」 - NHKアーカイブス（2008年10月12日）
- 「平成２０年度全国短歌大会」 - NHKアーカイブス（2009年2月1日）
- 「ＮＨＫ短歌 題“布”／心象風景を描く」 - NHKアーカイブス（2010年12月19日）

## 雑誌連載
- 小学六年生 （小学館）
- わしズム （幻冬舎、小学館）
- SFマガジン （早川書房）
- サイゾー （株式会社サイゾー）
- Nemuki+（ネムキプラス）（朝日新聞出版）
- 短歌（角川学芸出版）（2015年1月号から連載「ハナモゲラ短歌」を開始）

など、6つの雑誌で連載を持っている。

## 代表歌
- 少年時友と作りし秘密基地ふと訪ぬれば友が住みおり／『念力家族』117ページ（2014年5月5日の朝日新聞「天声人語」に引用された[18]。）
- 「ドラえもんがどこかにいる！」と子供らのさざめく車内に大山のぶ代[19]／『念力家族』
- シャンプーの髪をアトムにする弟　十万馬力で宿題は明日／『念力家族』
- 中央線に揺られる少女の精神外傷(トラウマ)をバターのように溶かせ夕焼け／『念力家族』201ページ
- UFOにさらわれたという老人がテクノカットになりて還りぬ／『念力姫』10ページ
- 修学旅行で眼鏡をはずした中村は美少女でした。それで、それだけ／『念力図鑑』49ページ
- ごろ寝するニートの上で燃えあがる「はたらくおじさん」の熱気球 ／『抒情の奇妙な冒険』
- 何時まで放課後だろう　春の夜の水田（みずた）に揺れるジャスコの灯り／『念力ろまん』
- 「ゆるす」というたった３文字のパスワード忘れていたね　朝焼けの窓／『念力レストラン』
- 浅き眠りの父の傍（かたえ）に読みふける介護の歌なき万葉集を／『終楽章』

## 「宇宙ヤング」としての主な曲
- あいつはクイズ王
- ハートに16連射（高橋名人とのデュエット曲）
- さよなら未来ガール
- 君は仮装大将☆
- ファミってオールナイト

## 作詞した主な提供楽曲
- 安倍理津子
  - 想い出は翼[20]（作曲：金田一郎）
- 徳永愛
  - 青い時代（とき）の神話（作曲：石崎智子）
- 長谷川明子
  - 2100年の東京タワー[21]（作曲：HIDE-AKI）
- はるな愛
  - タピオカの夏[22]（作曲：大谷明裕）
  - まぼろし ザ ワールド[23]（作曲：KAGETORA/BEACON）

## 映画
- その日のまえに（2008　大林宣彦監督作品　としこの兄役で出演）[24][25]

なお、映画パンフレットには、本作品を歌った歌５首と、大林映画に関する歌３首を載せている。